# Sebastiano Tusa
Sebastiano Tusa (Palermo, 2 agosto 1952 – Biscioftù, 10 marzo 2019) è stato un archeologo e politico italiano.
Soprintendente del Mare, dall'11 aprile 2018 fino alla morte ricoprì la carica di assessore ai Beni culturali per la Regione Siciliana, oltre al ruolo di professore di Paletnologia presso l'Università degli Studi Suor Orsola Benincasa di Napoli.

## Biografia
Figlio dell'archeologo Vincenzo Tusa e di Aldina Cutroni, docente di Numismatica antica, si laureò in Lettere all'Università La Sapienza di Roma, dove si specializzò quindi in Archeologia orientale, con una tesi in paletnologia. Dirigente della Regione Siciliana, negli anni Novanta fu responsabile della sezione archeologica del Centro Regionale per la Progettazione e il Restauro. Nel 2003, durante scavi da lui diretti a Pantelleria, vennero trovati tre ritratti imperiali romani. 
Abbandonata la ricerca sul campo, si occupò di amministrazione dei beni culturali nei ruoli della Regione Siciliana, guidando la Sovrintendenza di Trapani. Nel 2004 venne nominato primo sovrintendente del mare da parte dell'assessorato dei Beni culturali della Regione Siciliana. 
Organizzò missioni archeologiche in Italia, Pakistan, Iran e Iraq. Nel 2005 guidò gli scavi a Mozia, riportando alla luce, sulla strada sommersa che conduce all'isola, alcune strutture identificabili come banchine. Nel 2008 realizzò un film documentario con Folco Quilici sulla preistoria mediterranea a Pantelleria. Gli scavi da lui promossi, e condotti sul campo da Fabrizio Nicoletti e Maurizio Cattani, avrebbero poi confermato il ruolo di Pantelleria come "crocevia per i mercanti" in epoca antichissima.
Nel gennaio 2010 venne nominato Socio onorario dell'Associazione Nazionale Archeologi. Sempre quell'anno passò a guidare la Soprintendenza di Trapani. 
Nel marzo 2012 si candidò al consiglio comunale di Palermo nella lista di Futuro e Libertà per l'Italia ma non risultò eletto. Tornò quindi a dirigere la Sovrintendenza del mare della Regione.
L'11 aprile 2018 venne nominato assessore ai beni culturali dal presidente della Regione Siciliana Nello Musumeci, in sostituzione di Vittorio Sgarbi, e lasciò la soprintendenza del Mare. La sua nomina venne salutata positivamente tra gli ambienti culturali dell'isola, anche in funzione delle sue competenze. La sua attività politica si distinse per l'impegno di valorizzazione dei Beni Culturali siciliani trascurati da anni di mancate riforme. Egli avviò un importante provvedimento che intendeva concedere autonomia gestionale e finanziaria ai singoli parchi archeologici.
Morì tragicamente la mattina del 10 marzo 2019, all'età di 66 anni, in un incidente aereo nei pressi di Biscioftù, in Etiopia. Quel giorno avrebbe dovuto partecipare ad una conferenza internazionale organizzata dall'UNESCO a Malindi. I suoi resti furono poi identificati alla fine di giugno dello stesso anno e riconsegnati alla famiglia l'11 ottobre. La camera ardente fu allestita il 17 ottobre al Palazzo d'Orléans di Palermo e i funerali si svolsero il giorno dopo nella chiesa di San Domenico. La sua salma è tuttora conservata nella medesima chiesa accanto a quella del magistrato Giovanni Falcone.

### Attività accademica
Dal 2001 fu docente di Archeologia marittima nel corso di laurea triennale in Archeologia navale, con sede a Trapani, dell'Università di Bologna.
Docente di Paletnologia (1992-1994) presso la Scuola Universitaria a Fini Speciali per Operatori Tecnico-Scientifici dei Beni Culturali di Agrigento, retta dalla Facoltà di Lettere e Filosofia dell'Università degli Studi di Palermo, e presso l'Università degli Studi Suor Orsola Benincasa di Napoli, fu anche docente a contratto alla Scuola di Lettere e beni culturali dell'Università di Bologna.
Nell'anno accademico 2015-2016 fu docente a contratto presso l'Università Philipps di Marburgo, in Germania.

## Opere
- La preistoria nel territorio di Trapani, Marsilio, 1990.
- Mozia, Publisicula, 1990.
- Sicilia preistorica, Dario Flaccovio Editore, 1994. ISBN 88-7758-227-8.
- La Sicilia nella preistoria, Sellerio, 1999, ISBN 88-389-1440-0.
- Archeologia e storia nei mari di Sicilia, Magnus, 2010. ISBN 978-88-7057-252-0.
- Selinunte, L'Erma di Bretschneider, 2011. ISBN 978-88-8265-592-1.
- Sicilia archeologica, Edizioni di Storia e Studi Sociali, 2015. ISBN 978-88-99168-05-6.
- Euploia. Buona navigazione, Arbor Sapientiae, 2015
- Primo Mediterraneo. Meditazioni sul mare più antico della storia, Edizioni di Storia e Studi Sociali, 2016
- In viaggio tra Mediterraneo e storia, (con Carlo Ruta), Edizioni di Storia e Studi Sociali, 2017
- Viaggio nella Grecia antica, da Oriente a Occidente (con Carlo Ruta), Edizioni di Storia e Studi Sociali, 2018
- Viaggio nell'antica Roma, lungo le vie dei saperi, delle cittadinanze e del sacro (con Carlo Ruta), Edizioni di Storia e Studi Sociali, 2018
- I popoli del Grande Verde. Il Mediterraneo al tempo dei faraoni, Edizioni di Storia e Studi Sociali, 2018

## Riconoscimenti e premi
- 2006 Award della Historical Diving Society Italia, HDS Italia[21]